# Carlos Silva (rink hockey)
Carlos Silva est un gardien international mozambicain de rink hockey. Il évolue, en 2015, au sein du RHC Bassel.

## Palmarès
En 2015, il participe au championnat du monde de rink hockey en France.